# Nomada cypriaca
Nomada cypriaca är en biart som beskrevs av Schwarz 1999. Nomada cypriaca ingår i släktet gökbin, och familjen långtungebin. Inga underarter finns listade i Catalogue of Life.